# Chaussoy-Epagny
Chaussoy-Epagny település Franciaországban, Somme megyében. Lakosainak száma 587 fő (2022. január 1.). Chaussoy-Epagny Ailly-sur-Noye, Chirmont, La Faloise, Hallivillers, Lawarde-Mauger-l’Hortoy és Louvrechy községekkel határos.

## Népesség
A település népességének változása:
| Lakosok száma | 582  | 580  | 585  | 581  | 585  | 590  | 589  | 586  | 587  |
|               | 2013 | 2015 | 2016 | 2017 | 2018 | 2019 | 2020 | 2021 | 2022 |